# Harold Faltermeyer
Harold Faltermeyer (Múnich, Alemania, 5 de octubre de 1952) es un compositor alemán pionero de la música electrónica. Fue el encargado de los arreglos musicales de Donna Summer desde el 1979 hasta el 1981, y tuvo un papel clave en la renovación del concepto musical de la cantante que se llevó a cabo en esa écpoca, y que se concretó en su segunda ola de éxito con temas como ‘Hot Stuff’ – en cuya composición también participó Faltermeyer-, ‘Bad Girls’ y ‘On the Radio’. Además de participar en la producción y grabación de los álbumes ‘Bad Girls’ y ‘The Wanderer’, y del sencillo ‘On the Radio’, también fue el teclista principal añadiéndose a la óptima pareja de batería y bajo que ya venían de los anteriores álbumes, el inglés Keith Forsey y el americano Bob Glaub..
A raíz de su colaboración con el productor de Donna Summer, el italiano Giorgio Moroder, creó músicas para algunas películas: Thief of Hearts (1984) Beverly Hills Cop (1984), Fletch (1985), Top Gun (1986), Beverly Hills Cop II (1987), Fletch Lives (1989), Tango y Cash (1989) y Cop Out (2010), entre otras.
Fue muy famoso sobre todo con el tema Axel F (1985) de la película Beverly Hills Cop y la banda sonora original de la película Top Gun en 1986.

## Premios y distinciones
Premios Óscar
| Año  | Categoría              | Canción     | Película                       | Resultado |
| ---- | ---------------------- | ----------- | ------------------------------ | --------- |
| 1988 | Mejor canción original | «Shakedown» | Superdetective en Hollywood II | Nominado  |